# Crocicchia
Crocicchia (korziško A Crucichja) je naselje in občina v francoskem departmaju Haute-Corse regije - otoka Korzika. Leta 1999 je naselje imelo 50 prebivalcev.

## Geografija
Kraj leži v severnem delu otoka Korzike 42 km jugozahodno od središča Bastie.

## Uprava
Občina Crocicchia skupaj s sosednjimi občinami Bigorno, Campile, Campitello, Canavaggia, Lento, Monte, Olmo, Ortiporio, Penta-Acquatella, Prunelli-di-Casacconi, Scolca in Volpajola sestavlja kanton Alto-di-Casaconi s sedežem v Campitellu. Kanton je sestavni del okrožja Corte.

## Zanimivosti
- župnijska cerkev Marijinega oznanenja iz konca 16. in začetka 17. stoletja,
- srednjeveška župnijska cerkev sv. Andreja apostola (zaselek Sant' Andrea)
- kapela žalostne Matere Božje iz prve polovice 18. stoletja (Casanile).

- cerkev Marijinega oznanenja (Annunziata)
- Cerkev sv. Andreja z zvonikom
- Mestna hiša